# Der Christbaum ist der schönste Baum
Der Christbaum ist der schönste Baum è un tradizionale canto natalizio tedesco, composto nel XIX secolo da Johannes Carl (testo) e Georg Eisenbach (musica).

## Storia
Autore del testo fu il poeta e teologo Johannes Carl, il quale era parroco nella chiesa di San Giovanni a Hanau. Il testo venne rinvenuto in un testo manoscritto redatto in Alsazia nel 1842 e fu pubblicato per la prima volta nel 1875 in una raccolta di poesie dello stesso Carl.
Il testo originale era composto di 12 strofe.
Alla fine del XIX secolo, il brano venne pubblicato nella raccolta Volkstümliche Lieder der Deutschen.

## Testo

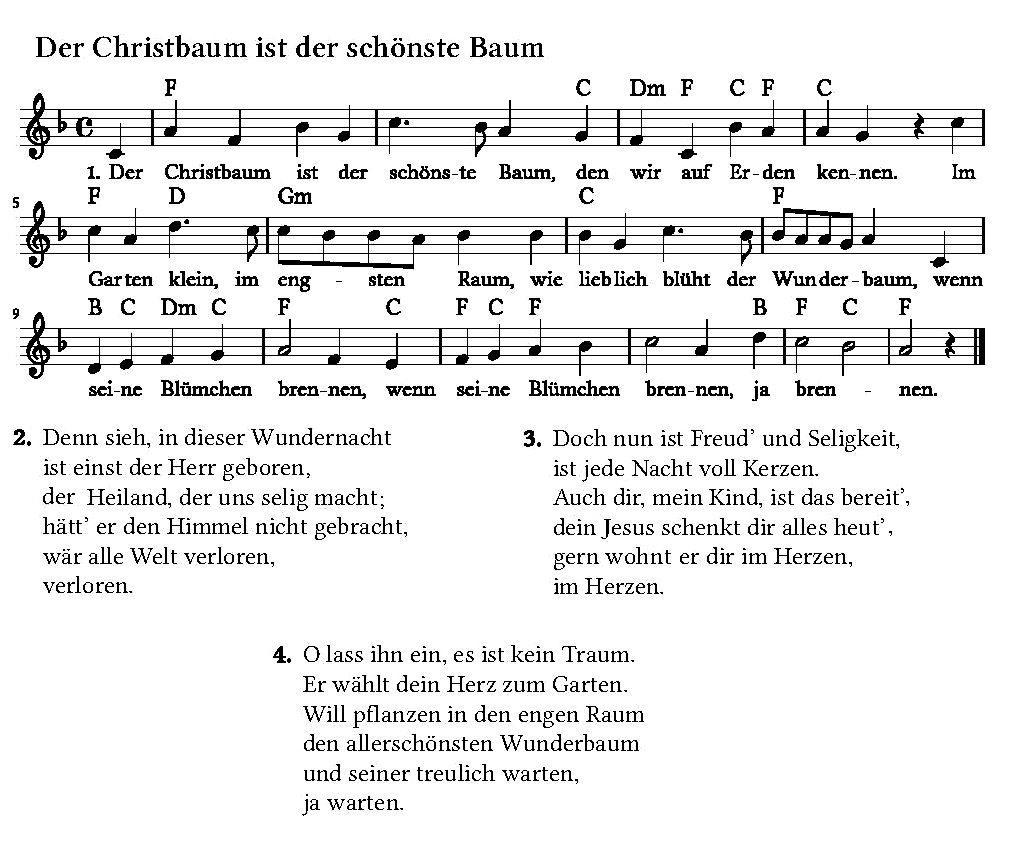
Spartito del brano

Il testo si compone comunemente di quattro strofe. Nel testo, l'albero di Natale viene descritto come l'albero più bello che si trova in giardino. Si fa poi riferimento al carattere religioso del Natale, in particolare nella seconda strofa, dove si accenna alla nascità di Gesù.
Il testo recita :
Der Christbaum ist der schönste Baum,

den wir auf Erden kennen.

Im Garten klein, im engsten Raum,

wie lieblich blüht der Wunderbaum,

wenn seine Lichter brennen,

wenn seine Lichter brennen,

ja brennen.

Denn sieh, in dieser Wundernacht

ist einst der Herr geboren,

der Heiland, der uns selig macht.

Hätt' er den Himmel nicht gebracht,

wär' alle Welt verloren, 

verloren.

[...]

## Versioni
Il brano è stato inciso, tra gli altri, da: Karel Gott,  Max Greger (1979), Heino, Heintje (1968), James Last (1966), Rundfunk-Jugendchor Wernigerode, Thomaner Chor Leipzig, Roger Whittaker (2003), ecc.